# 德国联邦铁路181型电力机车
德国联邦铁路181型电力机车（德語：DB-Baureihe 181）是一款双电压制式机车，由德国联邦铁路专门针对往来于法国和卢森堡的跨境运输而自1966年起采购。其中试产机车在投入使用时被定型为E310型；1968年后，4台试产机车因技术差异而在德国联邦铁路的定型方案中被分列为180.0型及180.1型；自1974年起投入量产的25台机车则被定型为181.2型。

## 历史
早在1960年，德国联邦铁路便通过E320型机车（自1968年起改称182型）积累了双电压制式机车的经验，但这款机车未能展现出令人信服的能力，同时其最高速度也已不再符合主要目标。为此，当局首先开发了四电压制式机车E410型（自1968年起改称184型），并据此衍生出了能在德国（15千伏16.7赫兹）及法国（25千伏50赫兹）的交流电系统中运行的双电压制式机车E310型（自1968年起改称181型）。

### 试产机车

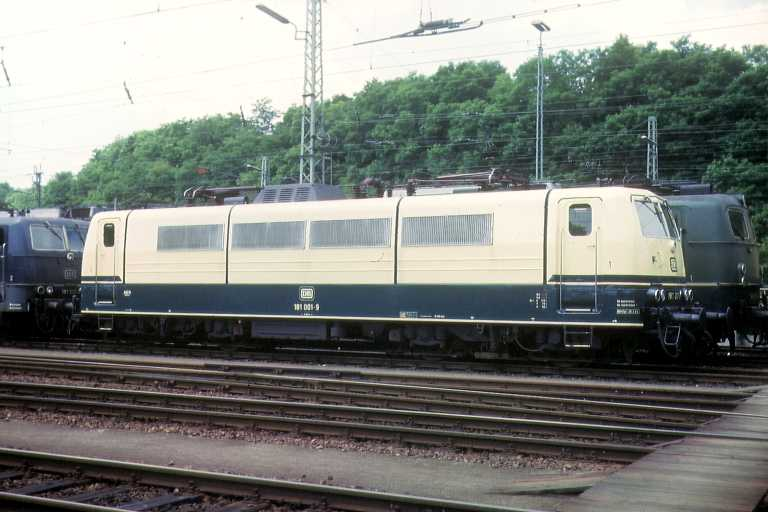
重漆为海蓝色+米色涂装的试产机车181 001号于萨尔布吕肯（1983年）

在经过广泛的测试和实验运行后，4台双电压制式机车在1966年被投入定期服务。在客运方面，这些机车首先用作牵引往来于法国梅斯、萨尔布吕肯、凯泽斯劳滕、曼海姆、达姆施塔特和法兰克福之间的快速列车。在货运方面则主要在萨尔布吕肯至福尔巴克间以及特里尔至阿帕克间的边境使用，并在1979年后与姊妹机型184型共同担当。而在1970年至1975年间，机车还作为展示运用，担当全欧快车歌德号牵引原全欧快车西北风号的INOX-TEE-型车厢在梅斯至法兰克福之间的运营任务。
试产机车的区别主要在于电子制动设备：E310 001号及002号机车使用电阻制动，所以它们配备了与列车动能相联系的制动电阻；另外两台机车则使用再生制动，可将制动时产生的电流回馈至接触网。自1968年起，使用电阻制动的机车被重定型为181.0型，使用再生制动的机车则被重定型为181.1型。
如今这些机车只有181 001号机车仍然存在，它是作为德国铁路的馆藏机车被保存于科布伦茨德国铁路博物馆。另外3台试产机车则在此期间被报废拆解。

### 量产机车
在接下来的几年中，跨境铁路运输经历了一次发展热潮，法国、卢森堡及德国之间也有更多的铁路完成了电气化改造。因此，对多电压机车的需求量也不断增加。德国联邦铁路于1972年另外订购了25台181型机车，并在技术上进行了再次升级。这些机车主要修改了传动装置及控制电子学设备，并被定型为181.2型。它们均在1974年至1975年间交付。其中与试产机车最明显的外观区别是三幅可移动的机械室外罩，从而使通风格栅被移至更高的车顶边缘。由于通风装置处于高位，冷却空气无法再通过机械室来传递，而是会直接输送至牵引电动机。然而牵引电动机则仍使用相同的基本类型，并具有同样的持续输出功率。但其凭借较高的电动机转数，使得机车的最高速度可由150公里/小时提升至160公里/小时。

### 运用

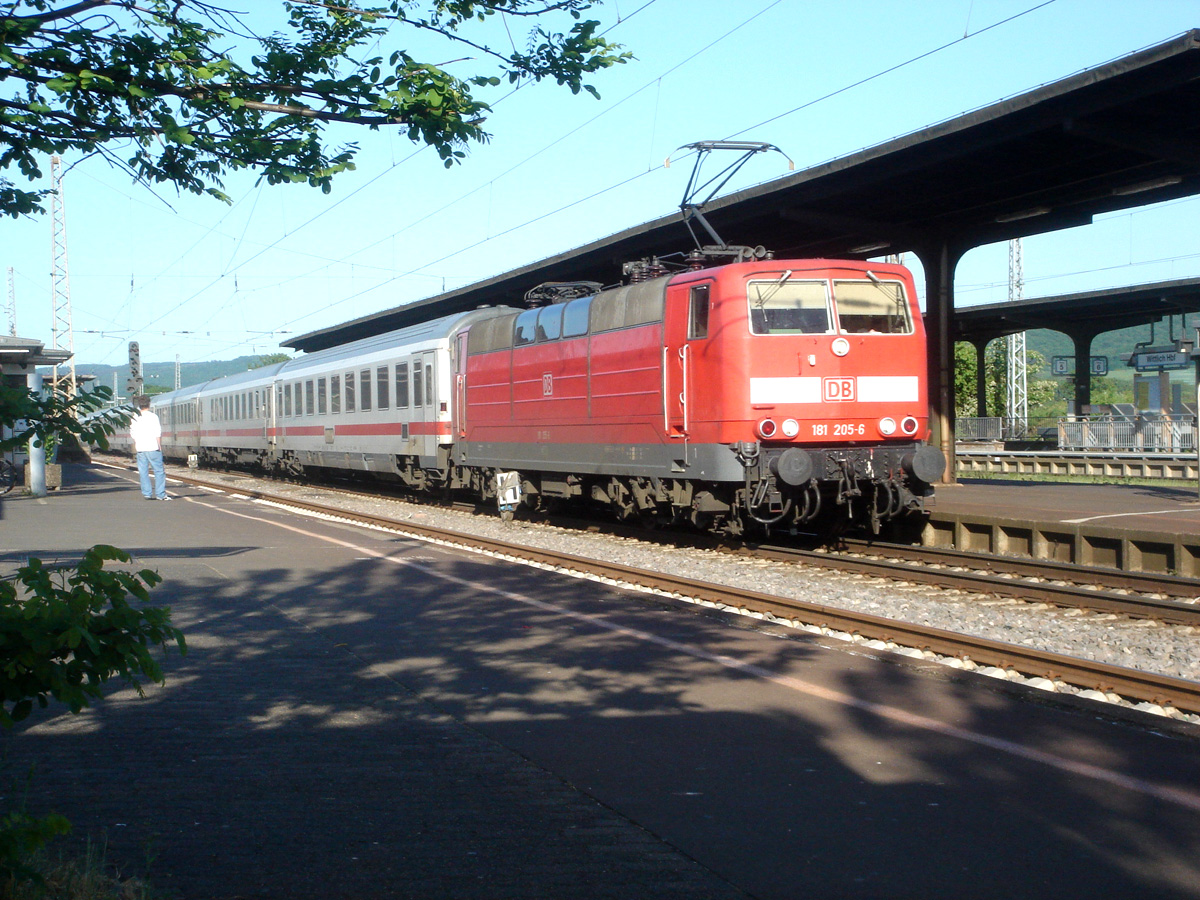
181 205号机车牵引城际列车于特里尔

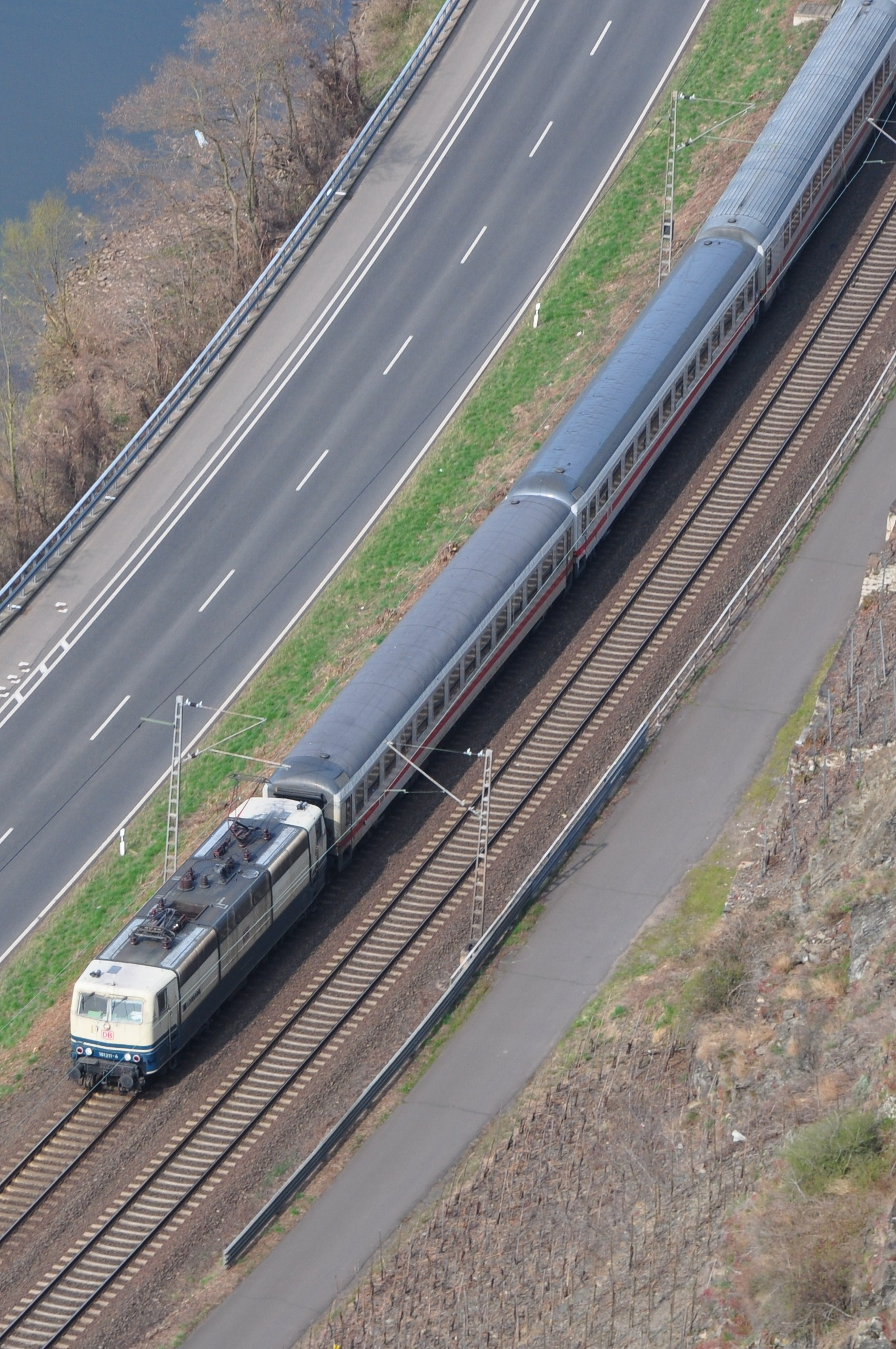
181 211“洛林号”机车牵引城际列车于摩泽尔河谷

与试产机车一样，这些机车主要在运营于梅斯－萨尔布吕肯－凯泽斯劳滕－曼海姆－海德堡/达姆施塔特－法兰克福之间的快速列车服务中使用，并主要牵引法国国家铁路的科雷型车厢。同时它也会用做萨尔布吕肯－特里尔－科布伦茨（萨尔河铁路、摩泽尔河铁路）的客运快速及普快列车。货运列车的使用则仅限于萨尔布吕肯－福尔巴克、特里尔－阿帕克以及瓦瑟比利希－卢森堡市之间的连接，机车在这些地区也可用作牵引客运列车。
随后它们也被用于斯特拉斯堡－凯尔－卡尔斯鲁厄和斯图加特间的线路。此外机车还在斯特拉斯堡－梅斯线路中担当法国国内客运列车的过境中转任务。至1990年起，181型机车又被用作牵引新设立的区际列车，担当萨尔布吕肯－曼海姆－斯图加特区间的运营任务，但仅在一年之后，由于曼海姆-斯图加特高速铁路的建成通车，它们在当地的运用被120型机车所取代。
机车也被用于欧城列车服务，其在这方面牵引的终到站主要为法兰克福、斯图加特、莱比锡、卢森堡、梅斯和斯特拉斯堡。而在卢森堡至斯特拉斯堡之间则用作牵引仍然保留的城际列车班次。此外，它们也用作跨境货物运输。为了使机车得到更有效的运用，它们也在德国国内的线路中使用，例如前往科布伦茨、海德堡以及较早时候的巴塞尔。
181型机车曾长时间配属萨尔布吕肯车辆段。自2004年起，它们又转配法兰克福车辆段。如今则已不再有同型机车用作定期运用。3台量产机车（181 202号、216号及217号）在此期间已相继报废拆解。而另一方面，截至2012年则仍有181型机车开展新的大修工作。
由于所处的运用领域，有4台机车获得了以行经地区所命名的名称，分别是181 211号被命名为“洛林号”（Lorraine）、181 212号为“卢森堡号”（Luxembourg）、181 213号为“萨尔号”（Saar）以及181 214号为“摩泽尔号”（Mosel）。
随着城际快车（ICE）开行了法兰克福－巴黎间的服务以及法国高速列车（TGV）开行了巴黎－斯图加特/慕尼黑间的服务后，181型机车的运用正不断萎缩。自2007年12月起，它们仍可在科布伦茨至卢森堡的城际列车线路中、以及法兰克福至萨尔布吕肯的部分城际列车中见到。而IC360/361次列车因为自2013年冬季的运行调整中不再终到斯特拉斯堡，而是改在巴塞尔，所以这里也不再会有181型机车的定期运用计划（截至2013年12月）。自2014年12月起实施的运行图调整中，科布倫茨和盧森堡之間的城际列车线路中斷，因此181型机车的定期运用量迅速下降。
在2009年12月12日傍晚，181 218号机车牵引着最后一班定期运行的东方快车（EN469次）于20:37分从始发站斯特拉斯堡开出前往卡尔斯鲁厄，并在抵达后由奥地利联邦铁路的机车接替牵引。因此，181型机车也成为这趟运营已超过120年的著名列车的牵引机车之一。
自2011年12月起实施的运行图调整中，181型机车被扩大运用至斯图加特至苏黎世的城际列车线路中（[斯图加特-哈廷根铁路] 错误：{{Lang}}：无效参数：|3=（帮助）），并与101型、110型、115型和120型机车交替使用。
2018年，全部181型機車因到達報廢年限而不再使用。

## 技术特点

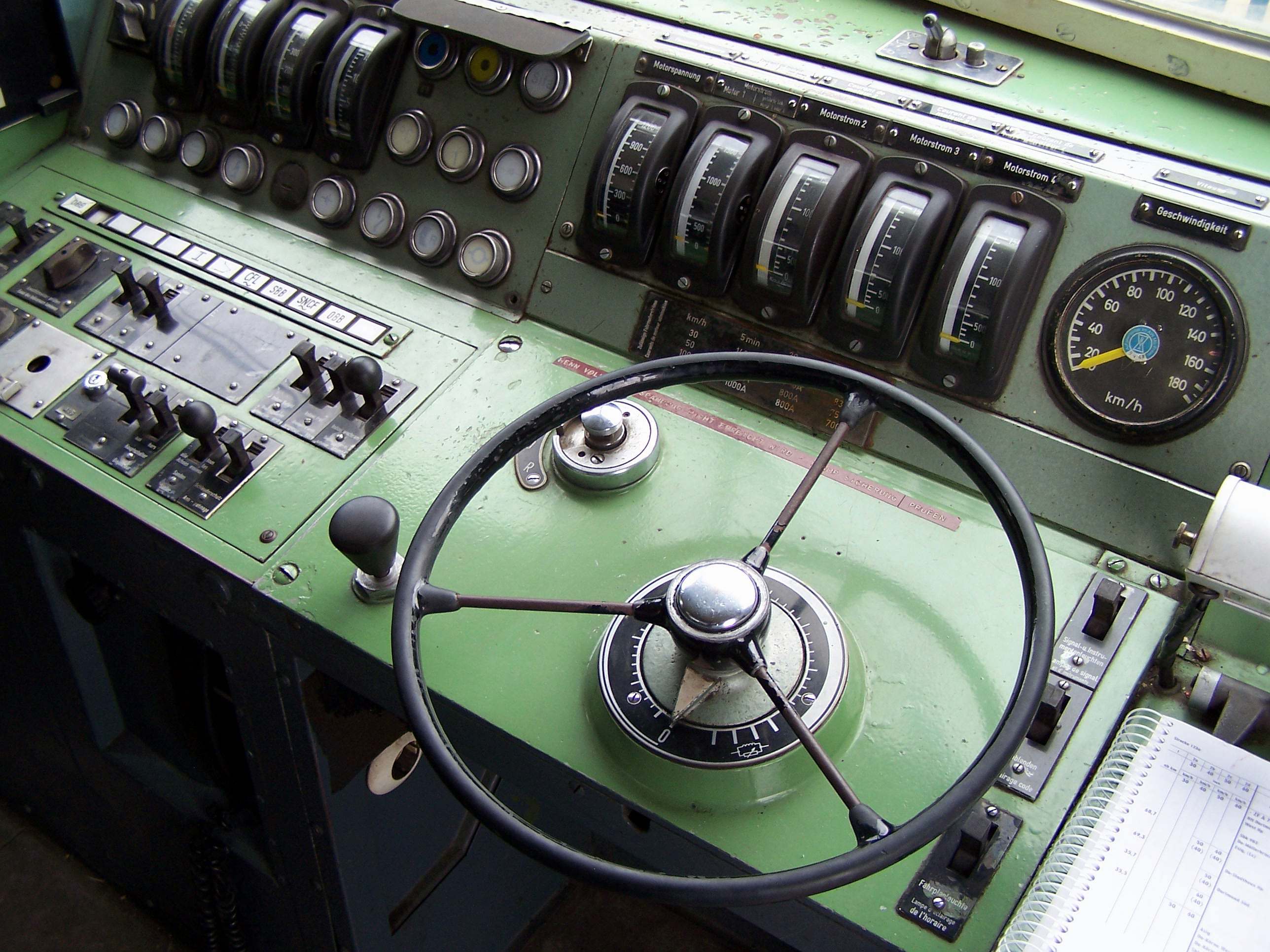
181 001号机车驾驶台

由于采用Bo'Bo'轴式，所以181型机车设有两副带4个牵引电动机的转向架和4对独立驱动的轮轴。动力传输通过橡胶万向传动实现。在试产机车中，轮对已经实现了橡胶辊筒弹簧的传动杆，而随后的量产机车中则使用了双纽线传动杆。试产机车在实验中表明，当运行速度高于120公里/小时时，机车会由于底盘的垂直振动而不稳定。因此，转向架的轴颈被缩短，其铰接也向上移动，然而这却增加了机车在起动时的空转倾向。在量产机车中，克虏伯公司得以借鉴151型机车的成功经验，从而采用了双纽线传动杆。同时转向架的轴距也被削减。所有这些改进都促成了机车运行性能的提高。
不仅于此，一些当时先进的技术也被应用于机车之中，例如混合相位电动机，这也导致了对控制电子学和变流器电子学的特殊要求。它必须安装晶闸管断路器，以允许一个无级的断面控制。机械式变速器因此被取消，但车轮与轨道之间仍然具备良好的附着力，同时速度与牵引力也能实现良好的可控性。
机车具备动力分散式列车及动力集中式列车的控制能力，但不能与现行的控制车共用。其原因是控制车缺乏其它电压制式的技术。这使得控制电缆无法与两极化电路相匹配，从而无法进行动力集中式运行。
考虑到在法国的低悬架空电缆，机车车体采用了较低的整体设计。比较特别的是其不对称的窗户和通风格栅设计。其中一侧安装有七个格栅，而另一侧中间的3个格栅则被数量相同的窗户所取代。原本机械室的两侧通道设计则被仅有的一个Z字型通道所取代。这款近17米长、84吨重的机车的持续输出功率为可达3,300千瓦，其中试产机车的最高速度为150公里/小时，量产机车则为160公里/小时。

## 色彩变化
首批出厂的181型机车还是像往常一样，被漆以快速列车牵引机车惯用的钴蓝色涂装。从181 211号机车开始，则采用了新的海蓝色+米色配色方案。直至1992年，181.2型机车才首次采用了带有白色围兜前脸样式的东方色涂装。自1998年起，它们又被漆以目前常见的交通红色涂装。

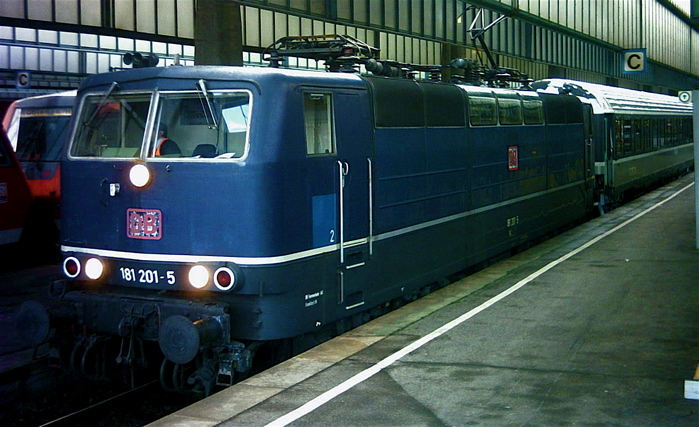
采用钴蓝色涂装的181 201号机车在斯图加特中央车站牵引由巴黎驶来的EN262次“东方快车”（2005年）
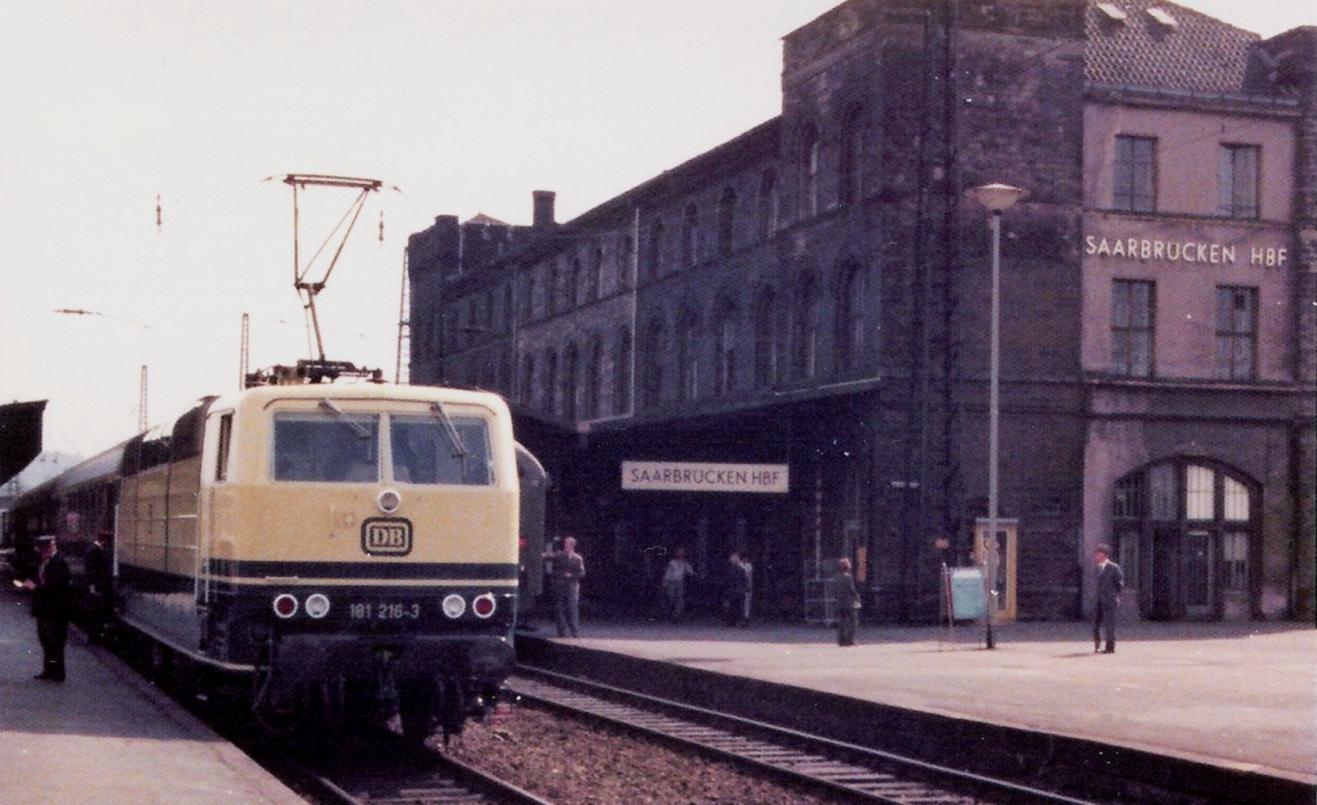
采用海蓝色+米色涂装的181 216号机车于萨尔布吕肯（1975年）
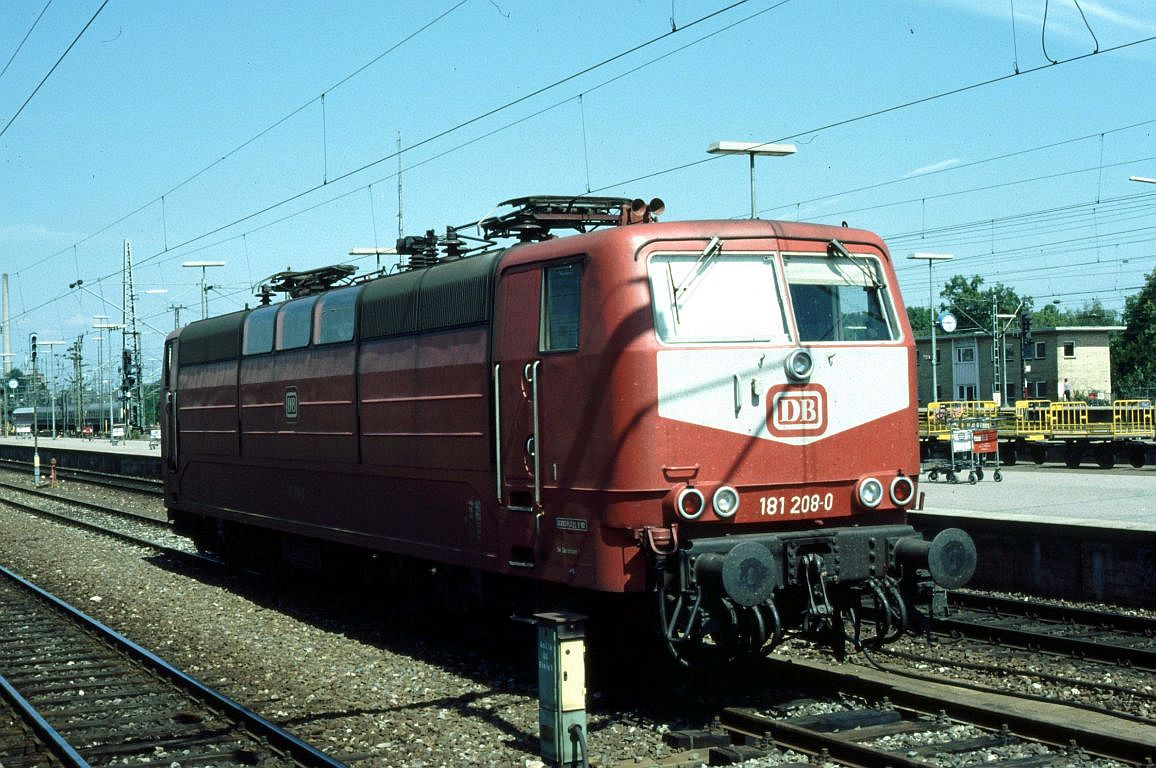
采用东方红色涂装的181 208号机车于斯图加特
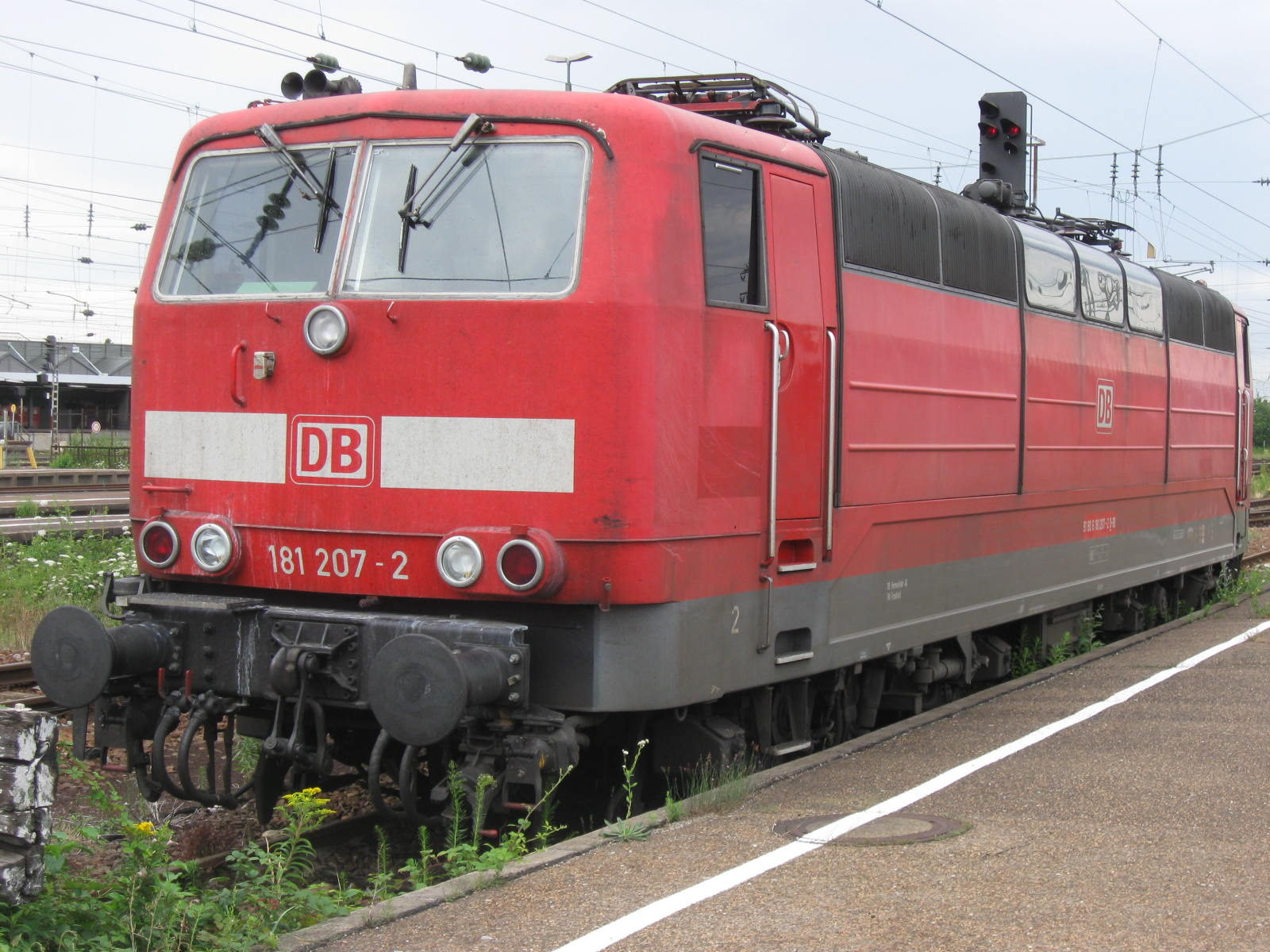
采用交通红色涂装的181 207-2号机车于卡尔斯鲁厄

## 库存

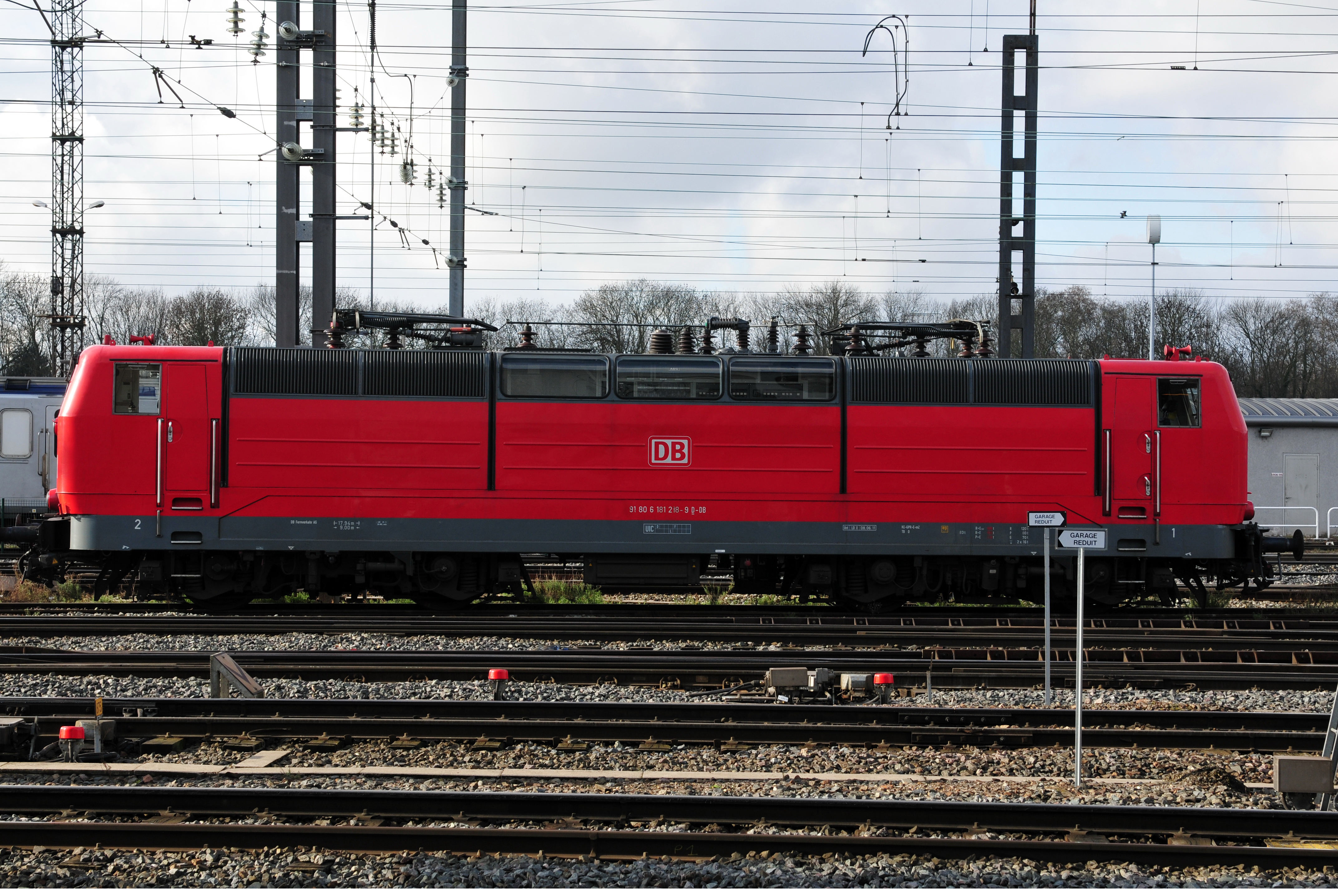
181 218-9号机车于斯特拉斯堡（2014年）

| 机车编号  | 涂装        | 备注/状态                                                              |
| --------- | ----------- | ---------------------------------------------------------------------- |
| 181 001-9 | 钴蓝色      | 科布伦茨德国铁路博物馆博物馆的馆藏机车，非运营状态                     |
| 181 201-5 | 钴蓝色      | 在2010年冬季重新喷涂为钴蓝色，大修                                     |
| 181 202-3 | 东方红色    | 2006年1月11日于德绍维修车间报废                                        |
| 181 203-1 | 东方红色    | 2013年1月2日于埃施韦勒报废                                             |
| 181 204-9 | 交通红色    |                                                                        |
| 181 205-6 | 交通红色    |                                                                        |
| 181 206-4 | 钴蓝色      | 保存于科布伦茨德国铁路博物馆，带有原德国联邦铁路徽记                   |
| 181 207-2 | 交通红色    |                                                                        |
| 181 208-0 | 交通红色    | 封存，原机车备件源，2013年7月于德绍维修车间拆解                        |
| 181 209-8 | 交通红色    |                                                                        |
| 181 210-6 | 交通红色    |                                                                        |
| 181 211-4 | 交通红色    | “洛林号”命名机车，2012年6月喷涂为交通红色，原始涂装为海蓝色+米色，大修 |
| 181 212-2 | 交通红色    | “卢森堡号”命名机车，封存于法兰克福                                     |
| 181 213-0 | 交通红色    | “萨尔号”命名机车，2012年4月喷涂为交通红色，原始涂装为海蓝色+米色，大修 |
| 181 214-8 | 交通红色    | “摩泽尔号”命名机车                                                     |
| 181 215-5 | 交通红色    |                                                                        |
| 181 216-3 | 交通红色    | 2007年11月29日于德绍维修车间报废                                       |
| 181 217-1 | 海蓝色+米色 | 2003年6月4日于奥普拉登报废                                             |
| 181 218-9 | 交通红色    |                                                                        |
| 181 219-7 | 交通红色    | 2008年12月2日重新启用                                                  |
| 181 220-5 | 交通红色    |                                                                        |
| 181 221-3 | 交通红色    | 2008年2月于德绍维修车间报废                                            |
| 181 222-1 | 交通红色    | 封存于法兰克福                                                         |
| 181 223-9 | 交通红色    |                                                                        |
| 181 224-7 | 东方红色    | 2013年1月2日于埃施韦勒报废                                             |
| 181 225-4 | 交通红色    | 封存于法兰克福，作为备件源使用                                         |